# Connecticut durant la guerre de Sécession
L'État de la Nouvelle-Angleterre du Connecticut joue un rôle relativement petit, mais important dans la guerre de Sécession, fournissant des armes, de l'équipement, de l'argent, du ravitaillement et de la main-d’œuvre pour l'armée de l'Union, et aussi pour la marine de l'Union. Plusieurs politiciens du Connecticut jouent un rôle significatifs au sein du gouvernement fédéral et aide à forger sa politique pendant la guerre et la reconstruction qui suit.

## Connecticut au début de la guerre
Avant la guerre de Sécession, les habitants du Connecticut tels que Leonard Bacon (en), Simeon Baldwin (en), Horace Bushnell (en), Prudence Crandall, Jonathan Edwards (en) et Harriet Beecher Stowe sont actifs dans le mouvement abolitionniste, et des villes telles que Farmington et Middletown sont des arrêts sur le chemin de fer clandestin.
L'esclavage est supprimé progressivement depuis 1797 avec moins de 100 esclaves au Connecticut en 1820 ; néanmoins, l'esclavage n'est pas complètement mis hors-la-loi avant 1848.
L'État, avec le reste de la Nouvelle-Angleterre, vote pour le candidat républicain à la présidentielle John C. Frémont lors de l'élection présidentielle américaine de 1856 , donnant au « pionnier » (« the Pathfinder ») l'ensemble des votes électoraux. Les républicains s'opposent à l'expansion de l'esclavage dans les territoires, et les résidents du Connecticut embrassent leur slogan « parole libre, presse libre, sol libre, hommes libres, Frémont et victoire ! ». Quatre ans plus tard, une fois encore le Connecticut soutient le candidat républicain, cette fois l'avocat de l'Illinois Abraham Lincoln. Les résidents donnent 58,1 % des voix à Lincoln, contre 20,6 % pour le démocrate Stephen Douglas et 19,2 % pour le démocrate du Sud John C. Breckinridge. Une poignée d'électeurs (1 528 ou 2 % des votes) soutient John Bell.
Le recensement des États-Unis de 1860 compte 460 147 personnes vivant au Connecticut au 1er juin de cette année-là. Sur ce nombre 451 504 sont des blancs, avec seulement 8 627 noirs et 16 indiens. Plus de 80 000 des blancs sont nés à l'étranger, avec 55 000 en provenance de l'Irlande. Plus de 20 % de la population est dans l'agriculture, mais l'industrie et le commerce sont les employeurs principaux. Débutant dans les années 1830, et s’accélérant lorsque le Connecticut abolit entièrement l'esclavage en 1848, les Afro-Américains de l'État et de l'extérieur de l'État commence à vivre dans les centres urbains pour le travail et les opportunités, formant de nouveaux quartiers tels que le petit Libéria (en) de Bridgeport.

## Efforts de guerre
Le gouverneur William Buckingham (en) est un homme d'affaires prospère et un républicain énergique ; il remporte une élection serrée en avril 1860, en tant que républicain modéré de tempérament prudent. Son attitude anti-esclavagiste se durcit alors que la guerre s'écoule. Même avant fort Sumter, il collabore avec ses pairs gouverneurs républicains de la Nouvelle-Angleterre, et met en alerte la milice de l'État pour se prémunir contre le sabotage. L'État est spécialisé dans la fabrication, et a une réputation solide dans la réalisation de l'artillerie et les armes à feu. Le parti d'opposition, les démocrates, sont largement dominés par des éléments anti-guerre ou pacifiques, mené par l'ancien gouverneur Thomas H. Seymour (en). Lorsque Lincoln lance un appel pour des troupes le lendemain de fort Sumter, Buckingham mobilise les unités de la milice, mais n'a pas l'autorité de l'État pour financer la guerre. Le législature n'est pas en session, mais les banques se portent volontaires avec enthousiasme pour prêter de l'argent à l'État jusqu'à ce que la législature le fasse.

### Recrutement militaire et participation
À la suite du bombardement du fort Sumter dans le port de Charleston en avril 1861, quelques jours plus tard, le 15, le président Lincoln appelle des volontaires pour rejoindre la nouvelle armée de l'Union. Le lendemain, gouverneur William Buckingham (en), républicain comme Lincoln, fait une proclamation enjoignant à ses concitoyens de se joindre aux régiments et batteries subventionnés par l'État. En réponse, avant la fin du mois, le 1st Connecticut Infantry et deux autres régiments sont levés et recruté pour une durée de trois mois (tout le temps que l'on espère être nécessaire pour écraser et mettre fin à la guerre). Daniel Tyler de Brooklyn est choisi en tant que premier colonel du premier régiment, et le régiment arrive à Washington D.C. le 10 mai.

L'État fournit trente régiments complets d'infanterie, dont deux sont des troupes de couleurs. Deux régiments d'artillerie lourde servent aussi en tant qu'infanterie vers la fin de la guerre. Le Connecticut fournit aussi trois batteries d'artillerie légère et un régiment de cavalerie,.
fort Trumbull (en) à New London sert comme centre d'organisation pour les troupes de l'Union et de quartier général du 14th U.S. Infantry (en). Là, les troupes sont recrutées et entraînées avant de partir à la guerre. Parmi les régiments entraînés, le 14th Connecticut Infantry (en) joue un rôle important dans la défense de Cemetery Ridge de l'armée du Potomac pendant la bataille de Gettysburg. Le 2nd Connecticut Heavy Artillery (en) (19th Connecticut Infantry) subit des pertes significatives lors de la campagne de l'Overland et le siège de Petersburg. Parmi les troupes de l'« État de la noix de muscade » qui combattent sur le théâtre du trans-Mississippi, le 9th Connecticut Infantry aide à la capture de La Nouvelle-Orléans en tant que partie de la « brigade de la Nouvelle-Angleterre ».
Pendant la guerre, l'hôpital d'État de New Haven (l'ancêtre de l'Hôpital de Yale-New Haven (en) est loué au gouvernement pour servir en tant qu'hôpital général de l'armée des États-Unis de Knight. 23 340 soldats sont traités à l'hôpital avec seulement 185 morts.
L'un des premiers officiers tués lors de la guerre de Sécession est Theodore Winthrop de New Haven, qui meurt lors d'un des premiers engagements à Big Bethel en Virginie occidentale.

Les pertes des unités militaires du Connecticut pendant la guerre s'élèvent à 97 officiers et 1 094 hommes du rang tués au combat, et 700 hommes qui sont morts de leurs blessures pendant de 3 000 de plus sont morts de maladie. Vingt-sept sont exécutés pour des crimes dont la désertion. Plus de 400 hommes sont répertoriés comme disparus ; la majorité étaient détenus par l'armée confédérée en tant que prisonnier de guerre.

### Front intérieur
Parmi les entreprises militaires importantes reliées au Connecticut, on trouve la New Haven Arms Company, qui fournit l'armée avec le fusil Henryn développé par Benjamin Tyler Henry de New Haven. La Colt's Manufacturing Company, créée et possédée par l'industriel né à Hartford Samuel Colt, est une autre manufacture d'armement et de munition importante. La compagnie envoie de grandes quantités d'armes de poing à la marine de l'Union. La société implantée à Hartford de Pratt & Whitney fournit des machines et des équipements de soutien aux fournisseurs de l'armée pour la production d'armée. La plupart des boutons de laiton des uniformes fédéraux, des boucles de ceintures et des autres accessoires sont fabriqués à Waterbury, la « ville du laiton » (Brass City), surtout par la Chase Brass and Copper Company. Les chantiers navals à Mystic fournissent des navires à la marine de l'Union. L'USS Monticello (1859), l'USS Galena (1862) et l'USS Varuna (1861) sont tous les trois construits à Mystic.
La chanson de marche populaire de la fin de guerre Marching Through Georgia est écrite par Henry Clay Work, un habitant de Middeletow.

## Dirigeants célèbres du Connecticut

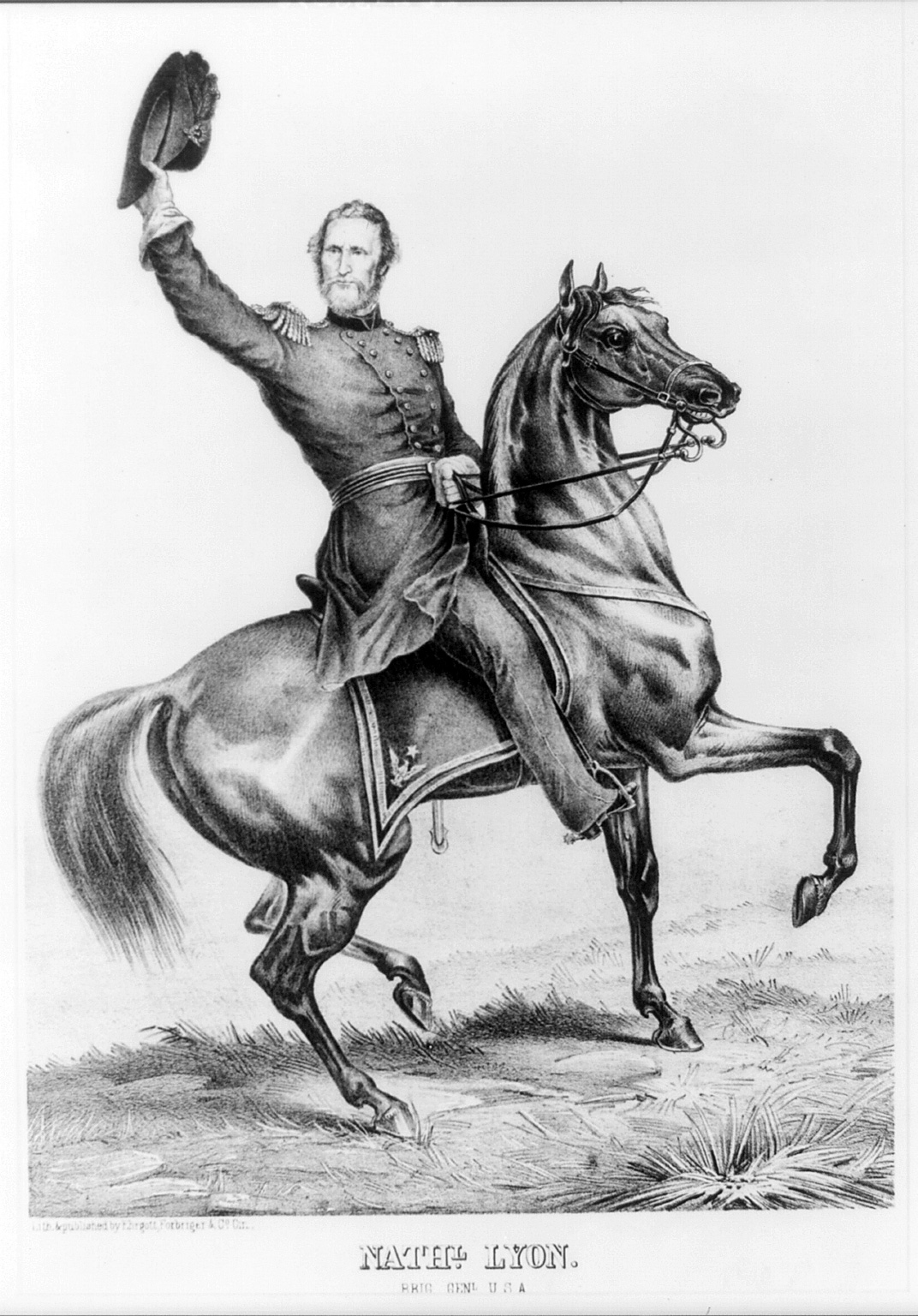
Nathaniel Lyon, lithographie décrivant la bataille de Wilson's Creek.

Gideon Welles, originaire de Glastonbury, est un membre célèbre du cabinet de Lincoln. Il est secrétaire à la Marine de 1861 à 1869 et est l'architecte de la planification et de la mise en œuvre du blocus des ports du Sud. Pendant ses fonctions, il accroît la taille de la marine par dix.
Peu après le début de la guerre, le colonel Daniel Tyler du 1st Connecticut est promu brigadier général. Plus tard, d'autres officiers supérieurs des régiments du Connecticut, tels que Alfred Terry, Henry Warner Birge (les deux étant originaires d'Hartford) et Robert O. Tyler (en) du 4th Connecticut Infantry Regiment (en) sont promus généraux. Quelques hommes originaires du Connecticut qui ont servi dans l'armée des États-Unis avant guerre (en) sont aussi devenus des généraux au début de la guerre, dont Nathaniel Lyon, né à Ashford, l'un des premiers commandants d'armée du début de la guerre qui est tué lorsqu'il est abattu à la bataille de Wilson's Creek au Missouri. John Sedgwick de Cornwall commande le VIe corps pendant une grande partie de la guerre et est tué à Spotsylvania Court House. Il est remplacé par Horatio G. Wright de Clinton, un officier ayant eu une longue carrière de l'armée régulière.
Le major général Joseph K. Mansfield de Middletown mène le IIIe corps de l'armée du Potomac de l'Union au milieu de 1862. Il est tué au combat à la bataille d'Antietam pendant la campagne du Maryland de 1862. Le brigadier général George W. Taylor (en) qui est aussi tué à Antietam, a été élève à l'académie militaire privée de Middletown.
Joseph R. Hawley de New Haven commande une division de l'armée du Potomas pendant le siège de Petersburg et est promu brigadier général en septembre 1864. Inquiet de maintenir la paix pendant les élections de novembre, Awley ordonne d'envoyer une brigade triée sur le volet à New York pour protéger le processus électoral. Parmi les généraux de l'Union avec des racines au Connecticut, on retrouve Henry W. Benham de Meriden, Luther P. Bradley (en) de New Haven, William T. Clark de Norwich, Orris S. Ferry de Bethel et Alpheus S. Williams de Deep River.
Andrew Hull Foote, originaire de New Haven, reçoit les remerciement du Congrès pour ses actions distinguées au commandement de la flottille de canonnières de escadre du fleuve Mississippi qui a capturé les fors Henry et de fort Donelson et la bataille de l'Île numéro dix.

## Musées de la guerre de Sécession au Connecticut
Le musée de la guerre de Sécession de la Nouvelle-Angleterre (en) est un bâtiment mémoriel à Rockville (en). Il comprend les vieux quartiers généraux du poste local de la grande armée de la république. Le musée contient la collection des frères Hirst (14th Connecticut Volunteer Infantry, la collection de Thomas F. Burpee (colonel du 21st Connecticut Volunteer Infantry (en)), la collection de Weston (musicien du 5th Connecticut Volunteer Infantry). Le musée et la bibliothèque (ainsi que le hall et les piècesà sont la propriété du camp #45 Alden Skinner des fils des vétérans de l'Union de la guerre de Sécession (en). De plus, le musée comprend la bibliothèque O'Connel-Chapman, qui contient plus d'un millier de volumes sur la littérature de la guerre de Sécession.
Le fort Trumbull (en) sert maintenant en tant que parc d'État qui expose en détail son histoire.

## Mémoire
Il y a plus de 100 monuments de la guerre de Sécession au Connecticut. À New Haven seulement, il y en a huit. Le monument des soldats et des marins (en) est situé sur le sommet d'East Rock à 366 pieds (112 m) à New Haven. Le monument est visible à des kilomètres dans la région avoisinante. Il honore les habitants de New Haven qui ont donné leur vie lors de la guerre d'indépendance, la guerre de 1812 et la guerre de Sécession. Les autres monuments à New Haven comprennent le mémorial de la guerre de Sécession de Broadway (1905) et le mémorial de la guerre de Sécession de Yale au hall de Woolsey (en) (1915). Le mémorial dans le hall de Woolsey est remarquable dans le fait qu'il honore à la fois les morts de l'Union et de la Confédération. Le seul autre mémorial honorant un soldat confédéré au Connecticut est la pierre de G. W. Smith à New London.
Le cimetière de Mountain Grove (en) à Bridgeport contient un monument impressionnant de la guerre de Sécession et les tombes de 83 vétérans de l'armée de l'Union.
Il a y aussi des monuments dédiés aux soldats du Connecticut sur les sites des batailles dans d'autres États, par exemple, le monument du 27th Connecticut Infantry à Gettysburg (en) et le monument pour Joseph K. F. Mansfield à Antietam.